# (24268) Charconley
(24268) Charconley est un astéroïde de la ceinture principale d'astéroïdes.

## Description
(24268) Charconley est un astéroïde de la ceinture principale d'astéroïdes. Il fut découvert le 8 décembre 1999 à Socorro (Nouveau-Mexique) par le projet LINEAR. Il présente une orbite caractérisée par un demi-grand axe de 2,81 UA, une excentricité de 0,01 et une inclinaison de 4,2° par rapport à l'écliptique.

## Compléments